# Hermann Nissen

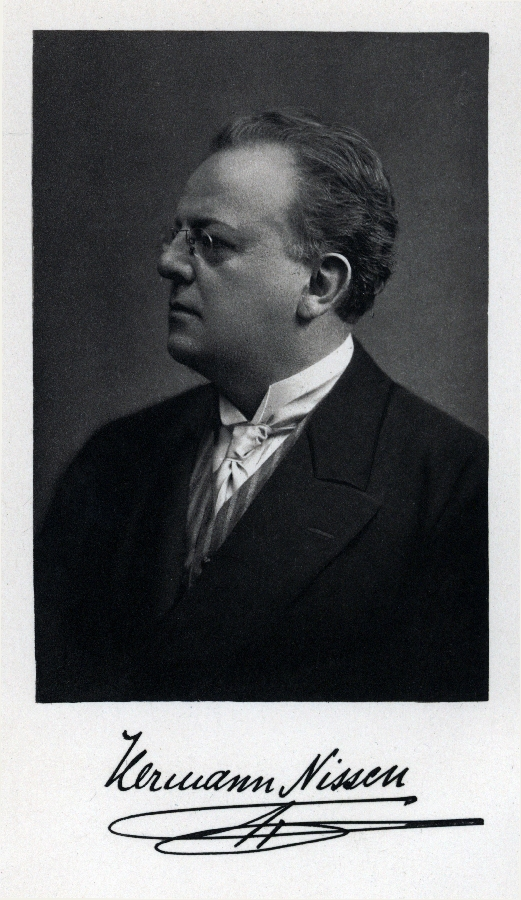
Hermann Nissen

Hermann Adelbert Georg Julius Nissen (* 17. Juli 1853 in Dassow; † 15. Februar 1914 in Schöneberg bei Berlin) war ein deutscher Jurist, Schauspieler und Bühnenfunktionär.

## Leben
Hermann Nissen war der Sohn des schleswigschen Juristen Hans Jürgen Nissen (* 1822 in Apenrade; † 1903 in Grevesmühlen) und dessen Frau Maria Caroline Pauline Therese, geb. Burmeister. Nach der Niederschlagung der Schleswig-Holsteinischen Erhebung hatte sein Vater seine Zulassung als Anwalt verloren und war nach Mecklenburg ins Exil gegangen. Hier wurde er Bürgermeister in Grevesmühlen. Zusammen mit seinem Bruder Karl (1852–1923), der später Arzt in Magdeburg und Schwerin war, besuchte Hermann Nissen das Katharineum zu Lübeck bis zum Abitur Ostern 1872 und studierte dann, dem Wunsch des Vaters folgend, Rechtswissenschaften an den Universitäten Jena, Leipzig und ab 1874 Rostock.
Nach seinem Referendariat beschloss er, seiner Neigung zum Theater zu folgen und wurde Schauspieler. 1875 war er am Nationaltheater in Berlin engagiert, von 1878 bis 1880 am Hoftheater Meiningen, 1880 am Thalia Theater (Hamburg), 1883 am Kaiserlichen Hoftheater Petersburg, 1886 am Deutschen Landestheater Prag, in den 1890er Jahren am Hoftheater in Schwerin, 1901 am Hofburgtheater Wien und 1907 am Hebbel-Theater Berlin.
Nissen spielte vor allem Charakter- und Heldenrollen, wie die Titelrollen von Goethes Egmont und Gustav Freytags Graf Waldemar, Fiesko in Friedrich Schillers Die Verschwörung des Fiesko zu Genua, Helmer in Ibsens Nora und Tesman in Ibsens Hedda Gabler.
Nissen nutzte seine juristischen Kenntnisse in der  Genossenschaft Deutscher Bühnen-Angehöriger. Seit 1844 im Vorstand, war er von 1895 bis 1903 sowie von 1908 bis 1914 ihr Präsident. Seiner Initiative zu verdanken war die Reform des Schiedsgerichts mit dem Deutschen Bühnenverein sowie das damals neue Vertragsformular, das aufgrund der Einführung des Bürgerlichen Gesetzbuches erforderlich wurde und auf der Delegiertenversammlung 1900 einstimmig angenommen wurde.
Er war in erster Ehe von 1879 bis zur Scheidung 1884 mit Antonie geb. Mielke und in zweiter, ebenfalls geschiedener Ehe mit der Schauspielerin Gisela geb. Schneider (* 1870 in Wien) verheiratet. Sein Sohn Hermann Nissen (* 1892) aus zweiter Ehe war später ebenfalls Schauspieler und Intendant in Flensburg, Görlitz und Ratibor.